# Moskkugáisi
Moskkugáisi är ett fjäll på gränsen mellan Sverige och Norge – i Målselvs och Kirunas kommuner. Toppen har en höjd på 1522 meter över havet och där finns riksröse 290B. Fjället ligger i anslutning med Pältsan i öster (som ligger på svenskt territorium) och Juoksavátnjunni i sydost som likt Moskkugáisi ligger på gränsen mellan Norge och Sverige. I massivet som Moskkugáisi ligger i finns det 8 glaciärer varav alla ligger i Norge. Massivets alla toppar ligger på över 1300 meters höjd, och de tre riksrösen som står längsmed gränsen som korsar massivet ligger alla ovan 1400 meters höjd (Rr 290A 1450 m ö.h., Rr 290Aa 1403 m ö.h. och Rr 290B 1522 m ö.h.). Söder om fjällmassivet går Nordkalottleden.